# Хелена Матсон
Хелена Матсон (на шведски: Helena Mattsson) (родена на 30 март 1984 г.) е шведска актриса.

## Частична филмография

### Филми
- „Видове: Пробуждане“ (2007) – Миранда Холандър
- „Железният човек 2“ (2010) – Ребека
- „Да спечелиш любовта“ (2015) – Клара Гудуин

### Сериали
- „Секс, любов и тайни“ (2005, 1 епизод) – Алексис
- „От местопрестъплението: Ню Йорк“ (2005, 1 епизод) – Лорън Редгрейв
- „Поверително от кухнята“ (2006, 1 епизод) – Красива блондинка
- „От местопрестъплението“ (2007, 1 епизод) – Ребека Бека Мейфорд
- „Забравени досиета“ (2007, 1 епизод) – Катерина Йеченко
- „От местопрестъплението: Маями“ (2007, 1 епизод) – Джулиана Равес
- „Двама мъже и половина“ (2008, 1 епизод) – Ингрид
- „Обвързани“ (2009, 1 епизод) – Мартина
- „Мечът на истината“ (2009, 1 епизод) – Салиндра
- „Военни престъпления: Лос Анджелис“ (2010, 1 епизод) – Джоана
- „Отчаяни съпруги“ (2010, 1 епизод) – Ирина Косоков
- „Защитниците“ (2010, 1 епизод) – Тоуни
- „Менталистът“ (2010, 1 епизод) – Елза Струвен
- „Кралете на бягството“ (2011, 1 епизод) – Хедър Стороу
- „Никита: Отмъщението“ (2011 – 2012, 3 епизода) – Касандра Овечкин
- „Парк авеню 666“ (2012 – 2013) – Алексис Блум
- „Любовни авантюри“ (2014, 1 епизод) – Грета Джейгър
- „Зловеща семейна история: Хотел“ (2014 – 2015, 4 епизода) – Агнета
- „Време за приключения“ (2017, 1 епизод) – Алва